# Esashi (Hiyama)
Esashi (jap. 江差町 Esashi-chō) – miasto w Japonii, w prefekturze Hokkaido, w podprefekturze Hiyama. Według danych na rok 2020 miejscowość zamieszkiwało 7 428 mieszkańców , a gęstość zaludnienia wyniosła 67,8 os./km².